# Lauri Pyykönen
Lauri Pyykönen (* 20. April 1978 in Pirkkala) ist ein finnischer Skilangläufer.
Bei den Olympischen Winterspielen 2006 in Pragelato belegte Pyykönen zusammen mit Keijo Kurttila den fünften Platz im Teamsprint, der in der klassischen Technik ausgetragen wurde. Im Einzelwettbewerb, der in der freien Technik ausgetragen wurde, belegte er den 27. Platz. Pyykönen erreichte bei der Nordischen Skiweltmeisterschaft 2003 im Val di Fiemme den zwölften Platz im Sprintwettbewerb. 2001, 2005 und 2007 wurde er jeweils Dreizehnter.
In der Saison 2002/03 konnte Pyykönen sowohl im italienischen Cogne, hinter Tor Arne Hetland, als auch im norwegischen Oslo, hinter Håvard Bjerkeli, den zweiten Platz in einem Weltcup-Sprintwettbewerb erkämpfen. Diese guten Resultate sicherten ihm den dritten Gesamtrang in der Sprintwertung des Skilanglauf-Weltcups in dieser Saison.